# Nick Gillingham
Nicholas dit Nick Gillingham, né le 22 janvier 1967 à Walsall, est un nageur britannique, spécialiste de la brasse.

## Carrière
Pendant sa carrière, il a battu trois records du monde, dix records d'Europe, neuf records des Jeux du Commonwealth et dix-sept records nationaux. Il a remporté 17 compétitions majeures.

### Jeux olympiques
Il a participé aux Jeux olympiques de 1988, 1992 et 1996, remportant une médaille d'argent au 200 mètres brasse à Séoul et de bronze dans la même compétition à Barcelone. 
Le 18 août 1989, il a égalé le record du monde du 200 mètres brasse, mais le codétenteur, Mike Barrowman, améliora le record le lendemain. Par la suite, il a battu ce record à deux reprises, le 27 janvier 1990, puis le 20 octobre 1991.

### Principales victoires
Il a remporté la médaille d'or en 200 mètres brasse aux premiers championnats du monde de natation en petit bassin (1993). Il a également été titré aux Championnats d'Europe de natation 1989, 1991 et 1993, ainsi qu'aux Jeux du Commonwealth 1994.
Nick Gillingham a été décoré de l'Ordre de l'Empire britannique en 1993. Après la fin de sa carrière, il a créé une entreprise de marketing sportif.

## Palmarès

### Championnats d'Europe
- Championnats d'Europe 1989 à Bonn (Allemagne de l'Ouest) :
  -  Médaille d'or du 200 m brasse ;
  -  Médaille de bronze du 100 m brasse.
- Championnats d'Europe 1991 à Athènes (Grèce) :
  -  Médaille d'or du 200 m brasse.
- Championnats d'Europe 1993 à Sheffield (Royaume-Uni) :
  -  Médaille d'or du 200 m brasse ;
  -  Médaille d'argent du 100 m brasse ;
  -  Médaille de bronze du relais 4 × 100 m 4 nages.